# The Grid
The Grid（ザ・グリッド）とは、リチャード・ノリスとデビッド・ボール（元ソフト・セルの一員）の2人に他のミュージシャンが客演参加する形の、エレクトロニック・ダンスを手掛けるイングランドの音楽グループである。ヒット曲の「Swamp Thing」が最も有名で、「Cristal Clear」「Rollercoaster」「Floatation」も知られている。

## メンバー
- リチャード・ノリス（英語版）（1965年6月23日生まれ、ロンドン）-キーボード、ドラム・プログラミング
- デビッド・ボール（英語版）（1959年5月3日生まれ、ランカシャー、ブラックプール）-キーボード、プログラミング
- サチャ・レベッカ・スーター （1963年11月26日生まれ、ダラム (カウンティ)、ダラム）-ヴォーカル

## 経歴
1988年、ボールとノリスがサイキックTVのアルバム『Jack the Tab - Acid Tablets Volume One』で共に仕事をした後、ザ・グリッドが結成された。彼らは 「M.E.S.H.」として集まり、楽曲「Every Situation Head On」を録音した。 
1990年にイースト・ウェスト・レコードよりリリースされたデビューシングル 「Floatation」で、ザ・グリッドは最初の成功を収めた。彼らは英国でヒットしたシングル10曲とアルバム4本をリリースし、イギリス、ヨーロッパ、アジア、オーストラリアをツアーで回った。1994年のアルバム『Evolver』は、英国アルバムチャートで14位になった。同アルバム内のシングル「Swamp Thing」は、Roger Dinsdale演奏によるバンジョーの音色が特徴的である。「Swamp Thing」は英国、ヨーロッパ、オーストラリアで商業的成功を収め、英国とオーストラリアで3位となり、その合計でミリオンセラーとなった。 
1996年、ノリスとボールは個々の音楽的興味を追求するため活動休止に合意した。ノリスは、アーマンド・ヴァン・ヘルデンとシボーン・ファーイなどのミュージシャンによるリミックス楽曲を手掛けるThe Droydsを結成し、2007年にポール・オーケンフォールドの公式な伝記を書いて出版された。ボールはマーク・アーモンドとソフト・セルを再建し、映画ための総譜を書いた 。ノリスはその後、DJ のエロル・アルカンと共にサイケデリックな2人組のビヨンド・ザ・ウィザーズ・スリーヴ（Beyond The Wizard's Sleeve）を結成し、The Time and Space Machineと言う名義でいくつかの単独レコードとリミックスを発表している。  
2005年にノリスとボールは再結成、当初はGDMと言う名義で女性歌手Misty Woodsと共に2回のギグを演奏し、以前のザ・グリッドとして新作を書いて録音した。2007年に楽曲「Put Your Hands Together」がリリースされ、2008年にはアルバム『Doppelgänger』が続いた。これらはいずれもサム・ビザール・レコードから発売された。このアルバムは英国のミュージシャン、クリス・ブライドによるヴォーカル特集となっている。

## 作品一覧

### アルバム
| 年   | アルバム名        | 全英チャート | レコード会社           |
| ---- | ----------------- | ------------ | ---------------------- |
| 1990 | Electric Head     | -            | East West Records      |
| 1992 | 456               | -            | Virgin Records         |
| 1994 | Evolver           | 14           | Deconstruction Records |
| 1995 | Music for Dancing | 67           | Deconstruction Records |
| 2008 | Doppelgänger      | -            | Some Bizzare Records   |

### シングル
| 1989                                  | "On the Grid"             | - | - | -  | -  | -  | -  | -  | シングルのみ      |
| 1989                                  | "Intergalactia"           | - | - | -  | -  | -  | -  | -  | Electric Head     |
| 1990                                  | "Floatation"              | - | - | -  | -  | -  | -  | 60 | Electric Head     |
| 1990                                  | "A Beat Called Love"      | - | - | -  | -  | -  | -  | 64 | Electric Head     |
| 1990                                  | "Origins of Dance"        | - | - | -  | -  | -  | -  | 96 | シングルのみ      |
| 1991                                  | "Boom!"                   | - | - | -  | -  | -  | -  | -  | 456               |
| 1992                                  | "Figure of 8"             | - | - | -  | -  | -  | -  | 50 | 456               |
| 1992                                  | "Heartbeat"               | - | - | -  | -  | -  | -  | 72 | 456               |
| 1993                                  | "Crystal Clear"           | - | - | -  | -  | -  | -  | 27 | 456               |
| 1993                                  | "Texas Cowboys"           | - | - | 40 | -  | 18 | 36 | 17 | Evolver           |
| 1993                                  | "Swamp Thing"             | 3 | 4 | 4  | 13 | 4  | 4  | 3  | Evolver           |
| 1994                                  | "Rollercoaster"           | - | - | 45 | -  | 11 | 31 | 19 | Evolver           |
| 1995                                  | "Diablo"                  | - | - | -  | -  | -  | -  | 32 | Music for Dancing |
| 2007                                  | "Put Your Hands Together" | - | - | -  | -  | -  | -  | -  | Doppelgänger      |
| "-"はチャート掲載に至らなかったもの。 |                           |   |   |    |    |    |    |    |                   |